# Jabari Walker
Jabari Dominic Walker (Wichita, 30 de julho de 2002) é um jogador norte-americano de basquete profissional que atualmente joga no Portland Trail Blazers da National Basketball Association (NBA).
Ele jogou basquete universitário pela Universidade do Colorado e foi selecionado pelo Trail Blazers como a 57º escolha geral no draft da NBA de 2022.

## Carreira no ensino médio
Walker jogou basquete na Campbell Hall School em Los Angeles, Califórnia, por três anos. Em sua última temporada, ele se transferiu para o AZ Compass Prep em Chandler, Arizona e teve médias de 13 pontos, 8 rebotes e 1,5 bloqueios. Ele se comprometeu a jogar basquete universitário pela Universidade do Colorado.

## Carreira universitária
Em 14 de janeiro de 2021, Walker registrou 23 pontos e 11 rebotes na vitória por 89-60 sobre Califórnia. Em fevereiro, ele perdeu seis jogos devido a uma lesão no pé. Em 20 de março de 2021, Walker marcou 24 pontos, o recorde da temporada, em uma vitória por 96-73 sobre Georgetown na primeira rodada do Torneio da NCAA. Como calouro, ele teve médias de 7,6 pontos e 4,3 rebotes e foi selecionado para a Equipe de Novatos da Pac-12.
Em 25 de janeiro de 2022, Walker marcou 24 pontos na vitória por 82-78 sobre Oregon. Em seu segundo ano, ele teve médias de 14,6 pontos e 9,4 rebotes e foi nomeado para a Primeira-Equipe da Pac-12. Em 30 de março de 2022, Walker se declarou para o draft da NBA de 2022.

## Carreira profissional
Walker foi selecionado pelo Portland Trail Blazers como a 57ª escolha geral no draft da NBA de 2022. Em 13 de julho de 2022, Walker assinou um contrato de 3 anos e US$4.7 milhões com o Trail Blazers.

## Estatísticas da carreira

### NBA

#### Temporada regular
| Ano      | Equipe   | PJ  | PT | MPJ  | AP   | 3P   | LL   | RT  | AS  | BR | TO | PPJ |
| -------- | -------- | --- | -- | ---- | ---- | ---- | ---- | --- | --- | -- | -- | --- |
| 2022–23  | Portland | 56  | 0  | 11.1 | .419 | .286 | .756 | 2.3 | .6  | .2 | .2 | 3.9 |
| 2023–24  | Portland | 72  | 23 | 23.6 | .460 | .295 | .754 | 7.1 | 1.0 | .6 | .3 | 8.9 |
| Carreira | Carreira | 128 | 23 | 17.3 | .439 | .290 | .755 | 4.6 | .8  | .4 | .2 | 6.4 |

### Universitário
| Ano      | Equipe   | PJ | PT | MPJ  | AP   | 3P   | LL   | RT  | AS  | BR | TO | PPJ  |
| -------- | -------- | -- | -- | ---- | ---- | ---- | ---- | --- | --- | -- | -- | ---- |
| 2020–21  | Colorado | 26 | 0  | 14.2 | .526 | .523 | .778 | 4.3 | .5  | .5 | .5 | 7.6  |
| 2021–22  | Colorado | 33 | 33 | 28.1 | .461 | .346 | .784 | 9.4 | 1.2 | .7 | .7 | 14.6 |
| Carreira | Carreira | 59 | 33 | 21.1 | .493 | .434 | .781 | 6.8 | .8  | .6 | .6 | 11.1 |

Fonte:

## Vida pessoal
O pai de Walker, Samaki, jogou na NBA por 10 anos. Ele tem dois irmãos que jogam basquete: seu irmão, Dibaji, na G League pelo Cleveland Charge, e sua irmã, Sakima, na Universidade da Carolina do Sul.